# Lot (Einheit)

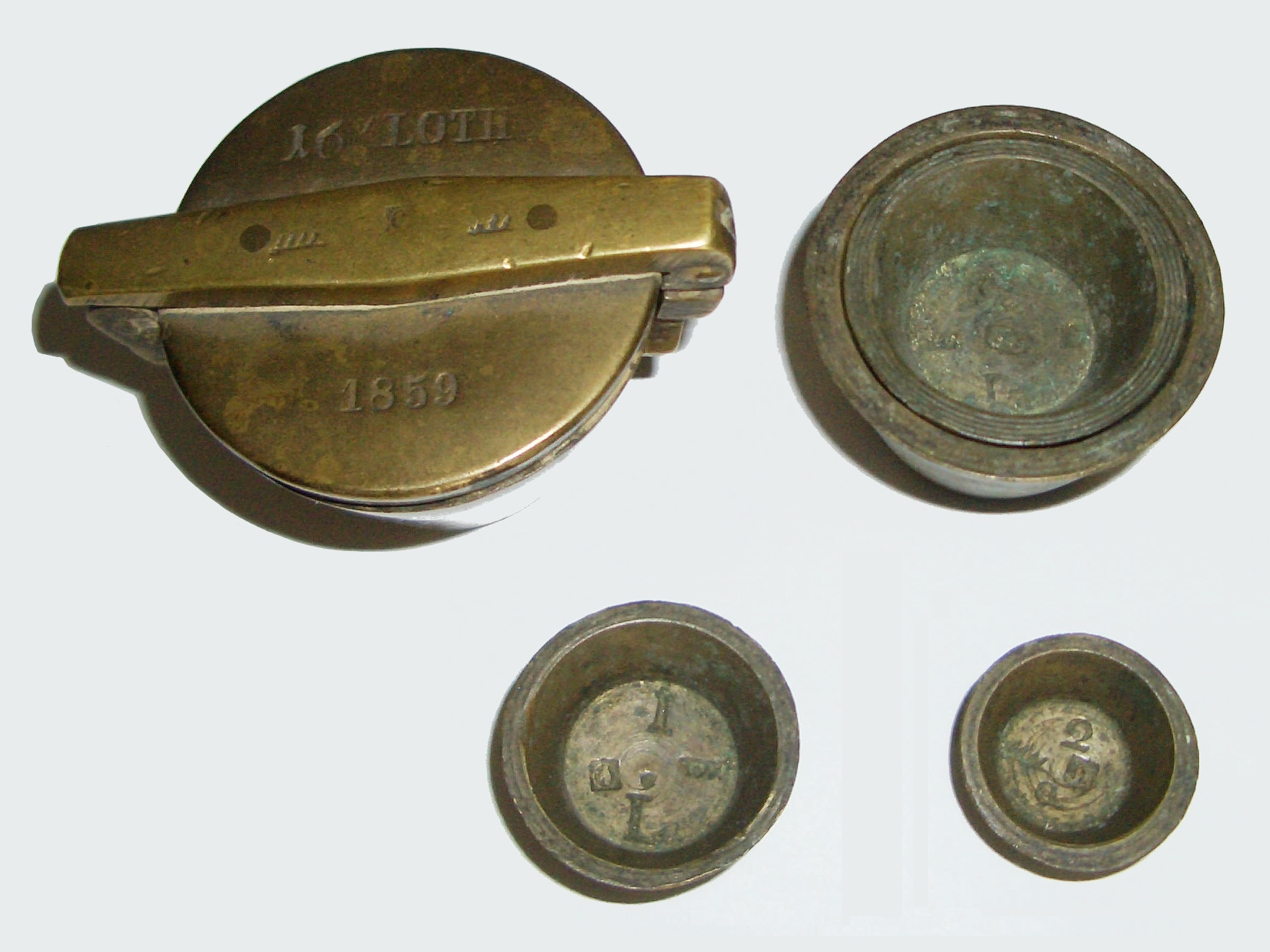
Württembergisches Loth (1859)

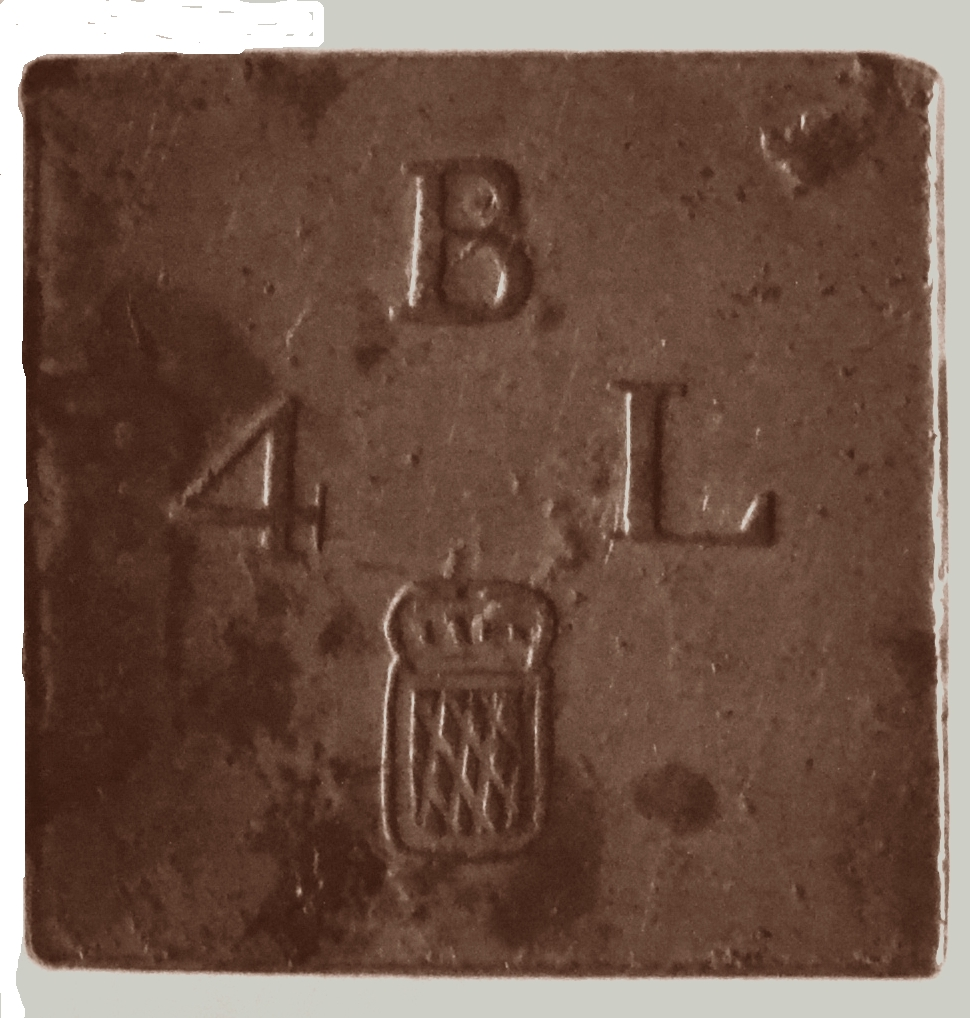
Bayerisches 4 Loth (vor 1870) prismatisch

Das Lot (früher auch Loth geschrieben) ist eine Maßeinheit der Masse, die hauptsächlich im deutschen Sprachgebiet und in Skandinavien gebräuchlich war.
Es wurde im Deutschen Reich 1868/69/72, in Österreich 1871/76 und in der Schweiz 1875/77 durch die metrische Maßeinheit Gramm abgelöst. Aber noch im frühen 20. Jahrhundert war es in Koch- und Backrezepten als volkstümliche Maßeinheit gebräuchlich.
Als ungenaue, aber anschauliche Faustregel gilt, dass ein Lot etwa einem „Löffel voll“ entspricht.

## Altes Lot
In Deutschland, Österreich und der Schweiz galt herkömmlich das folgende Gewichtssystem:
1⁄32 (Handels-)Pfund = 1 Lot = 4 Quentchen = 16 Pfenniggewichte = 32 Hellergewichte
Das Lot hatte – je nach der Definition des Pfundes – in den verschiedenen deutschen Ländern unterschiedliche Massen, die zusätzlich auch noch zeitlich verschieden waren. Seine Größe lag meist zwischen 14 g und 18 g. Einige Beispiele:
- 14,606 g vor Mai 1856 in Preußen, Anhalt, Hessen, Homburg, Frankfurt am Main, Lippe-Detmold, Schaumburg-Lippe, Mecklenburg-Strelitz, Nassau, Reuß, Sachsen, Sachsen-Altenburg, Sachsen-Coburg, Sachsen-Gotha, Sachsen-Weimar, Schwarzburg-Rudolstadt, Schwarzburg-Sondershausen, Waldeck und Württemberg
- 15,1 g in Mecklenburg-Schwerin
- 15,2 g in Lübeck
- 15,6 g in Baden, Bremen und dem Großherzogtum Hessen
- 155⁄8 g = 15,625 g in Württemberg[3]
- 15,9 g in Sachsen-Meiningen
- 17,5 g in Österreich
- 17,6 g in Bayern

## Neues Lot, Zoll-Lot, Postlot
Das in Preußen am 27. Mai 1856 erlassene Gesetz „eines allgemeinen Landes-Gewichts“ für den deutschen Zollverein definierte die Gewichte neu:
- 1 Pfund = 0,5 kg
- 1⁄120.000 Last = 1⁄3000 Center = 1⁄30 Pfund = 1 Lot = 10 Quentchen = 100 Cent = 1000 Korn

1 Lot entsprach damit 16,666 g und zugleich einem Vereinstaler fein.

„Dadurch läßt sich unser neues Gewicht leicht mit dem französischen vergleichen, das auch schon in den anderen Ländern, z. B. in den Niederlanden und in der Lombardei eingeführt war.“

In Wertevergleichstabellen von gleichnamigen alten und neuen Maßeinheiten wurde dann ab 1856 in Preußen das Lot von vor 1856 (und auch andere Maßeinheiten) zur Unterscheidung häufig mit dem Vorsatz „Alt-“ und das neue, ab 27. Mai 1856 geltende Lot mit dem Vorsatz „Neu-“ oder auch „Zoll-“ versehen. Die Post sprach ab 1858 vom „Postlot“.
Diese Gliederung der Gewichtseinheiten galt außer in Preußen auch in Anhalt, Mecklenburg-Schwerin, Mecklenburg-Strelitz, Sachsen und den thüringischen Staaten.
In Nordwestdeutschland hingegen wurde das Einheitensystem zur gleichen Zeit stärker an das metrische angepasst. So wurde in Braunschweig, Bremen, Hamburg, Hannover, Lübeck, Oldenburg und Schaumburg-Lippe das Lot als zehnter Teil des Zollpfunds = 50 g definiert. In den übrigen Staaten blieb das Pfund in 32 Lot eingeteilt.
In Österreich und Bayern gab es zeitweise ein „metrisches Lot“ zu 10 g (1888 gesetzlich aufgehoben). In Österreich, Tschechien und Polen lebt dieses metrische Lot als Dekagramm bis heute weiter.

## Volumenmaß
Lot war auch ein französisches Volumenmaß für Flüssigkeiten in der Region um Lille.
- 1 Lot = 6 2⁄5 Seidel (Wiener) = 114 Pariser Kubikzoll = 2,2613 Liter[7]